# Abelardo (Plaza Sésamo)
Abelardo Montoya es el personaje principal perteneciente a Plaza Sésamo en la versión mexicana coproducida por Televisa y Sesame Workshop. Interpretado actualmente por Héctor Loeza desde 2004, es un títere que imita la apariencia de un pájaro, con características antropomórficas, su apariencia es la de un loro gigantesco con un cuerpo de color verde, cabeza de plumas rosadas y rojas, y con pico amarillo. Su altura es de aproximadamente 1.90 metros, siendo un poco más pequeño que Big Bird de Sesame Street, su homólogo estadounidense.

## Apariencia física
En las primeras versiones de la marioneta de Abelardo, sólo tenía pocas plumas rosadas en los lados de su cara, sus piernas y su pico eran de color naranja y tenía cuatro dedos en cada mano, dándole una apariencia un poco desaliñada pero no muy distinta a la actual. En 1995, el programa Plaza Sésamo sufrió de una actualización creativa y se rediseñaron varios personajes, Abelardo, fue rediseñado para que pudiera abrir y cerrar los ojos, al igual que Big Bird de Sesame Street, así mismo, se le cambió la mano por una de tres dedos en vez de cuatro, más plumas rosadas alrededor de su pico, ahora amarillo en vez de naranja, y sus piernas se también volvieron rojas, también se le añadió plumaje en la parte superior de las piernas.

## Big Bird y Abelardo
A diferencia de lo que se piensa, Big Bird y Abelardo no son el mismo personaje, suele confundirse debido a errores en los doblajes en las primeras temporadas, cuando se emitían secuencias tanto de la versión estadounidense como de la versión mexicana, inicialmente se planeaba quitar el personaje de Abelardo para comenzar a realizar el programa con una imitación de Big Bird, sin embargo, esta idea se desechó, manteniendo a Abelardo como un personaje único y diferente a Big Bird. Aún se sigue emitiendo segmentos de la versión norteamericana durante las emisiones del programa, pero se mantiene la diferencia en que ambos son personajes diferentes.
Siendo así que, durante la celebración del 5 de mayo en los Estados Unidos, Sesame Street transmitió el episodio 3646, de la temporada 28, que tiene como trama la visita de Abelardo a Sesame Street, siendo recibido por los residentes del lugar; todo el episodio busca retratar las costumbres mexicanas y su cultura durante el resto de los segmentos. Esta es la primera y única vez que ha hecho aparición un primo de Big Bird (es decir, su homónimo) en pantalla dentro de un mismo programa, que en este caso, fue la emisión original de Sesame Street.
En 2015, el dúo estuvo ausente de este programa hasta 2017.
En 2019, Abelardo apareció junto a su primo estadounidense en el material grabado para la temporada 50 de Plaza Sésamo durante la gira Sesame Street Road Trip en California.
- Datos: Q56935468